# Cosmiocryptus aricae
Cosmiocryptus aricae är en stekelart som beskrevs av Porter 1985. Cosmiocryptus aricae ingår i släktet Cosmiocryptus och familjen brokparasitsteklar. Inga underarter finns listade i Catalogue of Life.